# 穀物エレベーター連続爆発事故
穀物エレベーター連続爆発事故（こくもつエレベーターれんぞくばくはつじこ）は1977年12月にアメリカ合衆国で相次いで発生した、穀物エレベーターの粉塵爆発事故である。

## ウェストウィーゴ
1977年12月22日昼前、ルイジアナ州ニューオーリンズ近郊のウェストウィーゴ (Westwego, Louisiana) にある、コンチネンタルグレイン（現コンチグループ・カンパニーズ ContiGroup Companies）所有の穀物輸出用エレベータが突然の大音響とともに爆発、高さ40メートルのサイロの屋根が次々に吹き飛んだ。当時はクリスマス前の作業の少ない時期で、カフェテリアで休憩していた従業員に、会社からクリスマスプレゼントのハムが配られていた。従業員ら37人がいたカフェテリアは数トンのコンクリートの塊の直撃を受け、その場にいた全員が死亡した。コンクリートの破片は400メートル離れたミシシッピ川まで飛散し、停泊して穀物の積み込みを行っていたノルウェー船は川の中央部に緊急避難した。その後に2次爆発が発生した。レスキュー隊は同日夕方までに25人の遺体を収容したが、火は6ヶ月間くすぶり続けた。

## ガルベストン
ウェストウィーゴの事故から5日後の1977年12月27日、テキサス州ガルベストンにある、協同組合ファーマーズ・エクスポーツ・カンパニー（FEC）所有の穀物輸出用エレベータが爆発した。この事故で、穀物運搬用のディーゼル機関車は吹き飛ばされ、約1.6km離れた商店街の窓ガラスが割れる被害が出た。この施設は1年前にクック・インダストリーズにより建設された最新鋭のエレベーターで、数ヶ月前にFECに売却されたものであった。

## 原因
両事故とも粉塵爆発によるものであった。大型穀物エレベーターにはいずれも集塵機が備え付けられていたが事故を防ぐには至らず、大量の穀物の取扱いの難しさを示す結果となった。